# Antonio Miglietta
Antonio Miglietta (Roma, 20 luglio 1954) è un autore televisivo e conduttore radiofonico italiano.

## Biografia
Ha iniziato a lavorare in radio a Radio Monte Carlo nel 1978, dove ha realizzato e condotto programmi fino al 1990 come VIP di RadioMonteCarlo, RMC Cinema, Sabato e Domenica con... . Nel 1982 ha iniziato una lunga e proficua collaborazione con Corrado, in molti programmi ideati per Canale 5 dallo storico presentatore, come Ciao gente, Buona Domenica, La corrida, Il pranzo è servito, La cena è servita, Sì o no?. Ha in seguito lavorato a Mediaset come autore televisivo di vari programmi, ad esempio Il buon paese (di cui era anche inviato), Buongiorno Italia, Complotto di famiglia, Scherzi a parte,Una goccia nel mare, Archimede, lavorando anche per LA7 per il quiz Il labirinto.
Su Rai1 ha firmato cinque edizioni de I raccomandati con Carlo Conti e Sogni con Raffaella Carrà, oltre a sette edizioni di Domenica in, una con Mara Venier, cinque con Pippo Baudo e una con Lorella Cuccarini. Su Rai2 , il Quiz GREED condotto da Luca Barbareschi. Sempre con Pippo Baudo ha curato due edizioni de Il viaggio, in onda su Rai3. Dal 2013 è stato uno degli autori de L'eredità su Rai 1, per ben 9 edizioni, programma condotto da Carlo Conti in alternanza con Fabrizio Frizzi, e poi da Flavio Insinna. È tra gli autori de La Corrida - Dilettanti allo sbaraglio nel 2018 in onda su Rai 1, sempre condotta da Carlo Conti.